# Lidoka
Maria Lídia Martuscelli, conhecida artisticamente como Lidoka (São Paulo, 1950 — Rio de Janeiro, 22 de julho de 2016) foi uma empresária, bailarina, cantora e escritora brasileira. Foi integrante do grupo As Frenéticas.
Na infância e adolescência, praticou o balé, tornando-se bailarina. Sua carreira artística iniciou quando integrou o grupo "Dzi Croquettes" e em meados da década de 1970, foi convidada por Nelson Motta para trabalhar na "Frenetic Dancing Days", servindo mesas e ao mesmo tempo, animando as noites, cantando e dançando. O grupo formado por Lidoka e as demais animadoras do local, transformou-se num dos grupos musicais mais badalados na década de 1970 e 1980: As Frenéticas.
Com o fim do grupo, Lidoka transformando-se em empresária e em 2012 lançou sua auto-biografia: "Lidoka, uma Vida Frenética".

## Vida Pessoal
Lidoka teve um filho (Igor), com "Petit" (José Artur Machado), surfista carioca conhecido por inpirar a música Menino do Rio.
Em meados da década de 2000, descobriu um câncer de pele e em 2016, uma metástase desta doença abreviou a sua vida aos 66 anos de idade.